# Hvězda typu Alfa Cygni
Hvězdy typu Alfa Cygni jsou proměnné hvězdy, které vykazují neradiální pulzaci, což znamená že některé části povrchu hvězdy se smršťují a ve stejném okamžiku se jiné části povrchu rozpínají.
Tyto hvězdy jsou veleobry spektrální třídy B nebo A. Velikosti změn jasnosti jsou kolem 0,1m. Periody pulzací jsou od několika dnů do několika týdnů.
Prototyp těchto hvězd, Deneb (alfa Cygni) mění svou jasnost v rozmezí 1,21m až 1,29m.